# Ricardo Gallart
Ricardo Gallart Selma (Barcelona, 22 de enero de 1908-Barcelona, 6 de noviembre de 1993) fue un futbolista español que militó en varios clubs de la primera división española en los años, 20, 30 y 40 del siglo XX.

## Trayectoria deportiva
Su posición en el campo era la de interior con un buen toque de balón. Sus inicios futbolísticos los desarrolló en el juvenil del FC España de Barcelona, para luego ir pasando por otros clubs de la ciudad condal: el Gràcia FC, el Sans hasta recalar finalmente en el RCD Español. Debutó en la primera División en la fecha de su creación, la liga 1928-29, disputando con el R.C.D. Español 10 partidos esa temporada. Su debut se produjo en la primera jornada el 10 de febrero de 1929 frente al Real Unión de Irún, con resultado final de 3 a 2 para los periquitos, siendo entrenador del equipo blanquiazul Jack Greenwell. Esa temporada conseguiría 4 tantos. En la temporada siguiente volvió a repetir con el club catalán, pero a mediados de la misma fichó por el Real Oviedo que en la temporada 1929-30 militaba en la 2ª División. Junto con Casuco, Lángara, Galé e Inciarte formó la llamada primera "delantera eléctrica" que tuvo el ataque carbayón. Este quinteto consiguió un récord en Segunda División, en la temporada 32-33, al conseguir 58 goles en solo 18 partidos, logrando además el ascenso a Primera División por primera vez en la historia azul.
Gallart fue el autor del primer gol del Real Oviedo en esta nueva categoría. Fue el 5 de noviembre de 1933 ante el FC Barcelona en el campo de Buenavista, en un partido en el que los azules se impusieron por 7-3. En la temporada 1939-40, al estar el campo de Buenavista destrozado por la Guerra Civil, junto con Calichi fue cedido al Racing de Ferrol. Antes, en junio de 1939, se había proclamado subcampeón de Copa con el conjunto ferrolano al disputar la finalísima de Montjuich contra el Sevilla FC. Después de la campaña 1939/40 regresó al Real Oviedo, en el que permaneció hasta 1943. El Racing de Ferrol intentó su fichaje para la parte final de la temporada 1942/43, y cuando todo estaba hecho la FEF le notificó que no podía alinearse con el equipo verde. Así las cosas, Gallart fichó a finales del verano de 1943 por la recién fundada Gimnástica Lucense (en donde alternó como jugador y entrenador), de aquí al UD Orensana y finalmente al Flaviense de Chaves de Portugal donde colgó las botas en la temporada 1949-50. En total jugó 8 temporadas en la primera división entre 1928 y 1943 disputando 107 partidos (20 con el Español y 87 con el Real Oviedo) marcando 29 goles (11 con el Español y 18 con el Real Oviedo).
Como entrenador militó en varios equipos de categorías inferiores a partir de la temporada 1948-49 cuando obtiene el título Nacional de entrenador. Así entrena al UD Orensana (con la que está 4 temporadas y a la que asciende a segunda división), al Atlético Clube Flaviense de Chaves de Portugal, al España de Tánger, al Tarrasa FC durante dos temporadas, al Hércules de Alicante, al Gerona FC, al UD Sitges, al FC Balaguer, al CF Amposta, al CD Mataró
Aunque no figura entre los futbolistas internacionales, fue convocado para el partido España-Yugoslavia de 1932 que sirvió de inauguración del Estadio de Buenavista, aunque no llegó a jugar.